# 제2차 세계 대전 연합국의 회담 목록
이 문서는 제2차 세계 대전의 연합국의 회담 목록이다. 굵은 글씨로 표시된 회담은 미국, 영국, 소련의 지도자가 모두 참석한 세 가지 회담을 나타낸다. 역사적 배경에 대해서는 제2차 세계 대전의 외교사를 참조하라. 1939년 9월부터 1940년 6월까지 운영된 영국-프랑스 최고 전쟁 위원회도 참조하라.

## 회담 목록
| 이름 (암호명)                        | 도시         | 국가                        | 날짜                               | 주요 참가자 | 주요 결과 |
| ------------------------------------ | ------------ | --------------------------- | ---------------------------------- | --- | --- |
| 미영 참모회담 (ABC-1)                | 워싱턴 D.C.  | 미국                        | 1941년 1월 29일 – 3월 27일         | 미국, 영국, 캐나다 군 참모 | 미국의 전쟁 참전에 대한 기본 계획 합의를 설정. |
| 첫 대연합국 회담                     | 런던         | 영국                        | 1941년 6월 12일                    | 영국, 4개 자치령, 자유 프랑스, 8개 연합 망명 정부 대표                                                                               | 성 제임스 궁 선언. |
| 대서양 회담 (RIVIERA)                | 아르헨티아   | 뉴펀들랜드                  | 1941년 8월 9일–12일                | 처칠과 루스벨트 | 대서양 헌장; 소련 지원 회담 제안. |
| 두 번째 연합국 회담                  | 런던         | 영국                        | 1941년 9월 24일                    | 이든, 마이스키, 카생, 8개 연합 망명 정부                                                                                             | 대서양 헌장 원칙에 대한 모든 연합국의 준수. |
| 제1차 모스크바 회담 (CAVIAR)         | 모스크바     | 소련                        | 1941년 9월 29일 – 10월 1일         | 스탈린, 해리먼, 비버브룩, 몰로토프                                                                                                   | 소련에 대한 연합국의 지원. |
| 제1차 워싱턴 회담 (ARCADIA)          | 워싱턴 D.C.  | 미국                        | 1941년 12월 22일 – 1942년 1월 14일 | 처칠, 루스벨트 | 유럽 우선주의, 연합국 공동 선언. |
| 제3차 연합국 회담                    | 런던         | 영국                        | 1942년 1월 13일                    | 자유 프랑스 및 8개 연합 망명 정부: 벨기에, 체코슬로바키아, 그리스, 룩셈부르크, 네덜란드, 노르웨이, 폴란드 (시코르스키), 유고슬라비아 | 나치 민간인 잔혹 행위에 대한 전쟁범죄 처벌 선언. |
| 제2차 워싱턴 회담 (ARGONAUT)         | 워싱턴 D.C.  | 미국                        | 1942년 6월 20일 – 25일             | 처칠, 루스벨트 | 북아프리카에 제2전선 개설을 최우선으로, 영국 해협 횡단 침공 연기. |
| 제2차 클라리지 회담                  | 런던         | 영국                        | 1942년 7월 20일 – 26일             | 처칠, 해리 홉킨스 | 미국의 서부 사막 전역 증원 대신 프랑스령 북아프리카 침공인 횃불 작전으로 대체. |
| 제2차 모스크바 회담 (BRACELET)       | 모스크바     | 소련                        | 1942년 8월 12일 – 17일             | 처칠, 스탈린, 해리먼 | 영국 해협 횡단 침공 대신 횃불 작전의 이유, 정보 및 기술 교환에 관한 영국-소련 협약 논의.                                                                                                   |
| 셰르셸 회담                          | 셰르셸       | 틀:나라자료 프랑스령 알제리 | 1942년 10월 21일 – 22일            | 클라크, 마스트를 포함한 비시 프랑스 장교들                                                                                           | 횃불 작전 전 비밀 회담, 일부 비시 프랑스 사령관들은 모로코와 알제리 상륙에 저항하지 않기로 합의.                                                                                           |
| 카사블랑카 회담 (SYMBOL)             | 카사블랑카   | 프랑스령 모로코             | 1943년 1월 14일 – 24일             | 처칠, 루스벨트, 드골, 지로 | 이탈리아 전역 계획, 1944년 영국 해협 횡단 침공 계획, 추축국에 대한 "무조건 항복" 요구, 런던과 알제에 있는 프랑스 당국의 단결 촉진.                                                         |
| 포텐지 강 회담                       | 나타우       | 브라질                      | 1943년 1월 28일 – 29일             | 루스벨트, 바르가스 | 브라질 원정군 창설. |
| 아다나 회담                          | 예니체       | 튀르키예                    | 1943년 1월 30일 – 31일             | 처칠, 이뇌뉘 | 터키의 전쟁 참전. |
| 버뮤다 회담                          | 해밀턴       | 버뮤다                      | 1943년 4월 19일 – 30일             | 해롤드 W. 도즈와 리처드 로가 각각 이끄는 미국 및 영국 대표단                                                                         | 연합군에 의해 해방된 유대인 난민들과 나치 점령 하 유럽에 남아 있는 난민들에 대해 논의. 미국 이민 쿼터는 늘어나지 않았고, 팔레스타인 위임통치령으로의 유대인 피난 금지령은 해제되지 않았다. |
| 제3차 워싱턴 회담 (TRIDENT)          | 워싱턴 D.C.  | 미국                        | 1943년 5월 12일 – 25일             | 처칠, 루스벨트, 마셜 | 이탈리아 전역 계획, 독일에 대한 공중 공격 증대, 태평양 전쟁 확대. |
| 알제 연합국 계획 회담                | 알제         | 알제리                      | 1943년 5월 29일 – 6월 4일          | 처칠, 이든, 브룩, 테더, 커닝햄, 알렉산더, 몽고메리가 마셜과 아이젠하워를 만남                                                        | 이탈리아 전역 계획 확정, 독일에 대한 공중 공격 증대, 허스키 작전 날짜 확정. |
| 제1차 퀘벡 회담 (QUADRANT)           | 퀘벡시       | 캐나다                      | 1943년 8월 17일 – 24일             | 처칠, 루스벨트, 킹 | 노르망디 상륙 1944년으로 설정, 동남아시아 사령부 재편성, 핵 에너지 정보 공유 제한을 위한 비밀 퀘벡 협정.                                                                                   |
| 제3차 모스크바 회담                  | 모스크바     | 소련                        | 1943년 10월 18일 – 11월 11일       | 외무장관 헐, 이든, 몰로토프, 푸; 및 스탈린                                                                                           | 모스크바 선언. |
| 카이로 회담 (SEXTANT)                | 카이로       | 이집트 왕국                 | 1943년 11월 23일 – 26일            | 처칠, 루스벨트, 장제스 | 전후 아시아를 위한 카이로 선언. |
| 테헤란 회담 (EUREKA)                 | 테헤란       | 페르시아                    | 1943년 11월 28일 – 12월 1일        | 처칠, 루스벨트, 스탈린 | 빅 3의 첫 회동, 나치 독일과 그 동맹국에 대한 전쟁 최종 전략 계획, 오버로드 작전 날짜 설정.                                                                                                 |
| 제2차 카이로 회담                    | 카이로       | 이집트 왕국                 | 1943년 12월 4일 – 6일              | 처칠, 루스벨트, 이뇌뉘 | 터키 내 연합군 공군 기지 완공 합의, 버마 내 일본에 대한 아나킴 작전 연기. |
| 영국 연방 총리 회담                  | 런던         | 영국                        | 1944년 5월 1일–16일                | 처칠, 커틴, 프레이저, 킹, 스뮈츠 | 영국 연방 지도자들은 모스크바 선언을 지지하고 전반적인 연합국의 전쟁 노력에 대한 각자의 역할에 합의.                                                                                       |
| 브레턴우즈 회의                      | 브레턴우즈   | 미국                        | 1944년 7월 1일 – 15일              | 44개국 대표 | 국제 통화 기금 및 국제부흥개발은행 설립. |
| 덤버턴오크스 회의                    | 워싱턴 D.C.  | 미국                        | 1944년 8월 21일 – 29일             | 캐도건, 그로미코, 스티티니어스, 쿠                                                                                                   | 유엔 설립 합의. |
| 제2차 퀘벡 회담 (OCTAGON)            | 퀘벡시       | 캐나다                      | 1944년 9월 12일 – 16일             | 처칠, 루스벨트 | 전후 독일에 대한 모건소 플랜, 기타 전쟁 계획, 하이드 파크 협정. |
| 제4차 모스크바 회담 (TOLSTOY)        | 모스크바     | 소련                        | 1944년 10월 9일 – 18일             | 처칠, 스탈린, 몰로토프, 이든 | 동유럽과 발칸반도에서 전후 영향권 설정. |
| 몰타 회담 (ARGONAUT and CRICKET)     | 플로리아나   | 몰타 왕령 식민지            | 1945년 1월 30일 – 2월 2일          | 처칠, 루스벨트 | 얄타 회담 준비. |
| 얄타 회담 (ARGONAUT and MAGNETO)     | 얄타         | 소련                        | 1945년 2월 4일 – 11일              | 처칠, 루스벨트, 스탈린 | 독일 패배 최종 계획, 전후 유럽 계획, 유엔 회담 날짜 설정, 소련의 대일본 참전 조건. |
| 국제연합기구 설립을 위한 연합국 회의 | 샌프란시스코 | 미국                        | 1945년 4월 25일 – 6월 26일         | 50개국 대표 | 유엔 헌장. |
| 포츠담 회담 (TERMINAL)               | 포츠담       | 연합군 점령하 독일          | 1945년 7월 17일 – 8월 2일          | 스탈린, 트루먼, 애틀리, 처칠 (일부, 보수당의 선거 패배까지)                                                                          | 일본의 무조건 항복을 요구하는 포츠담 선언, 독일에 대한 정책에 관한 포츠담 협정. |

총회 참석 횟수는 애틀리 0.5회, 처칠 16.5회, 드골 1회, 루스벨트 12회, 스탈린 7회, 트루먼 1회이다.
루스벨트와 이후 트루먼이 참석한 주요 전시 회담 중 일부는 해당 회담 시리즈의 서수에 해당하는 숫자 접두사가 포함된 단어를 암호명으로 사용했다. 세 번째 회담은 TRIDENT, 네 번째 회담은 QUADRANT, 여섯 번째 회담은 SEXTANT, 여덟 번째 회담은 OCTAGON이었다. 마지막 전시 회담의 암호명은 TERMINAL이었다.

## 사진

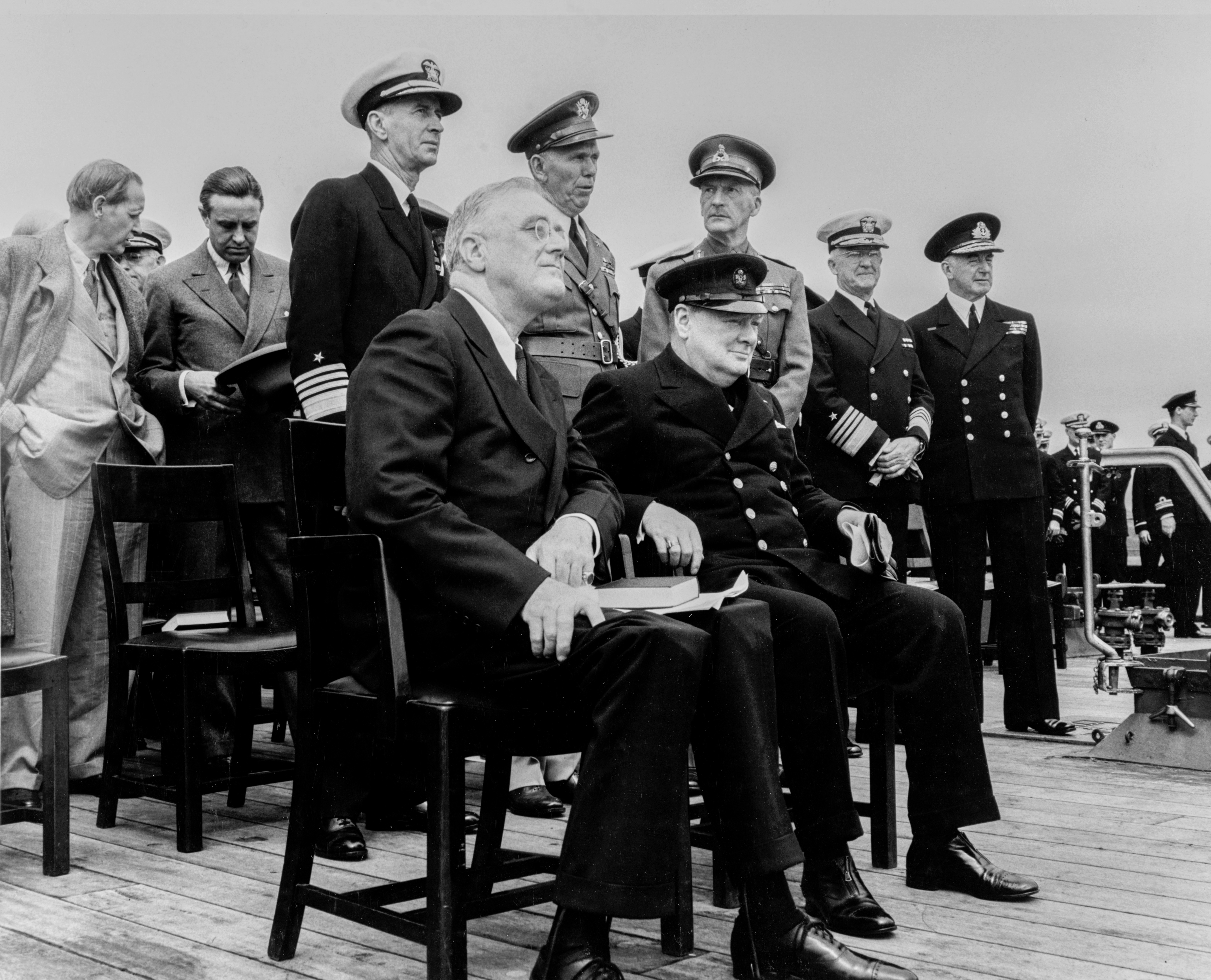
대서양 회담, 뉴펀들랜드 자치령, 아르헨티아, 1941년
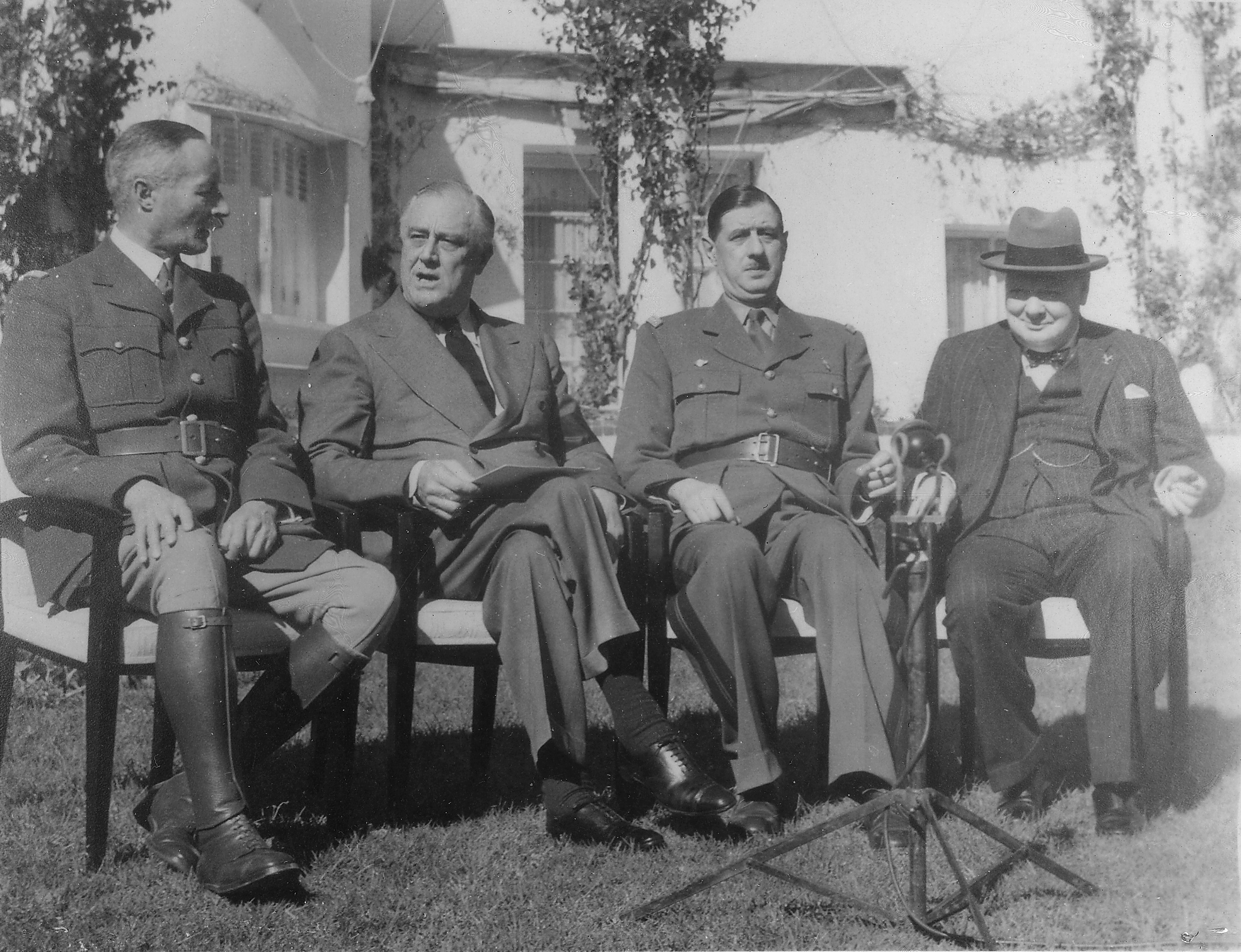
카사블랑카 회담, 모로코, 카사블랑카, 1943년
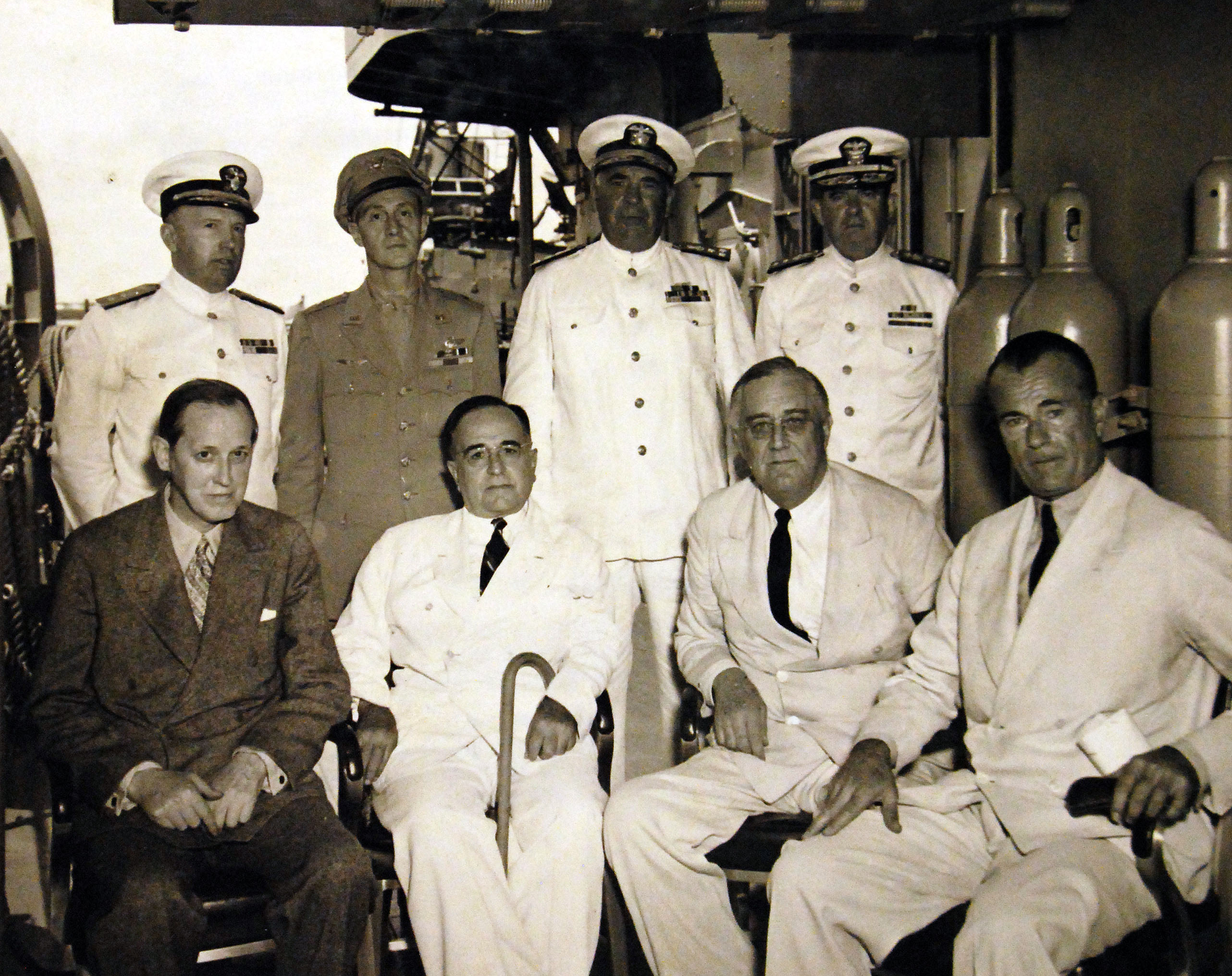
포텐지 강 회담, 브라질, 나타우, 1943년
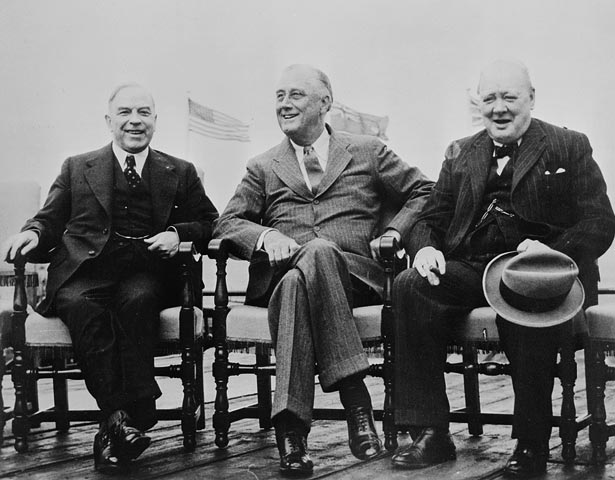
제1차 퀘벡 회담, 캐나다, 퀘벡시, 1943년
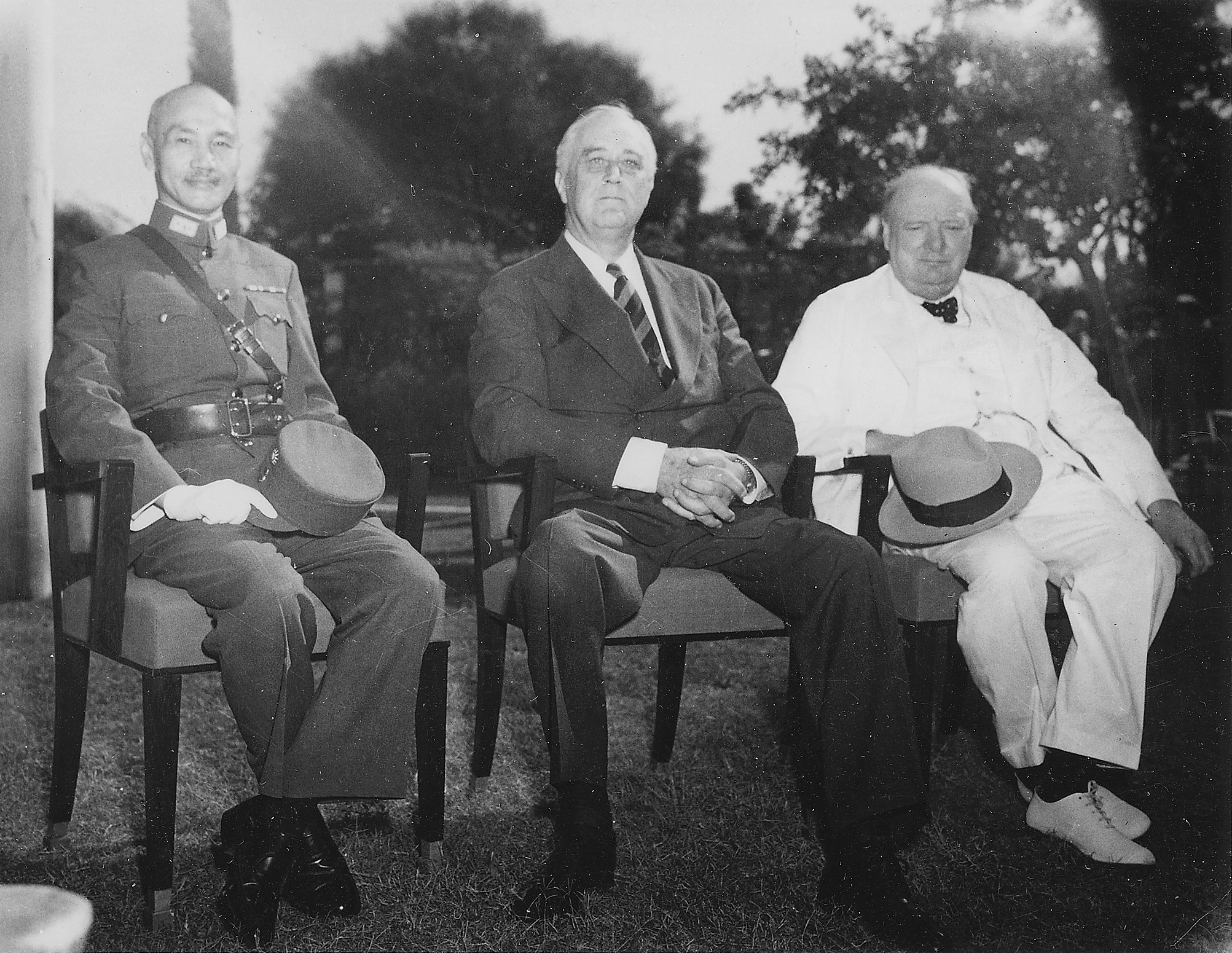
카이로 회담, 이집트, 카이로, 1943년
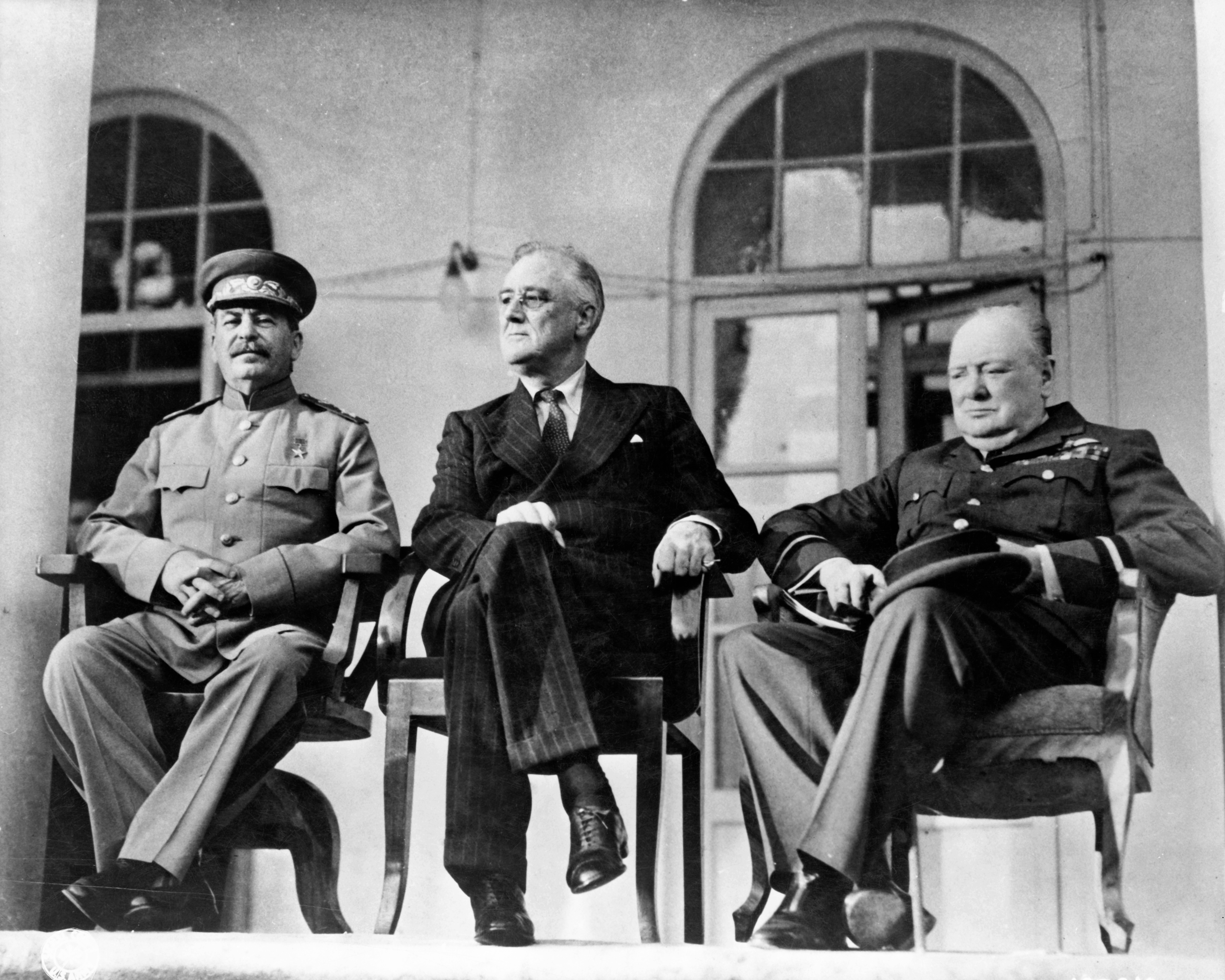
테헤란 회담, 이란, 테헤란, 1943년
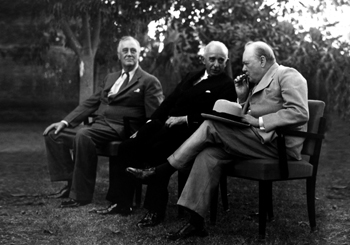
제2차 카이로 회담, 이집트, 카이로, 1943년
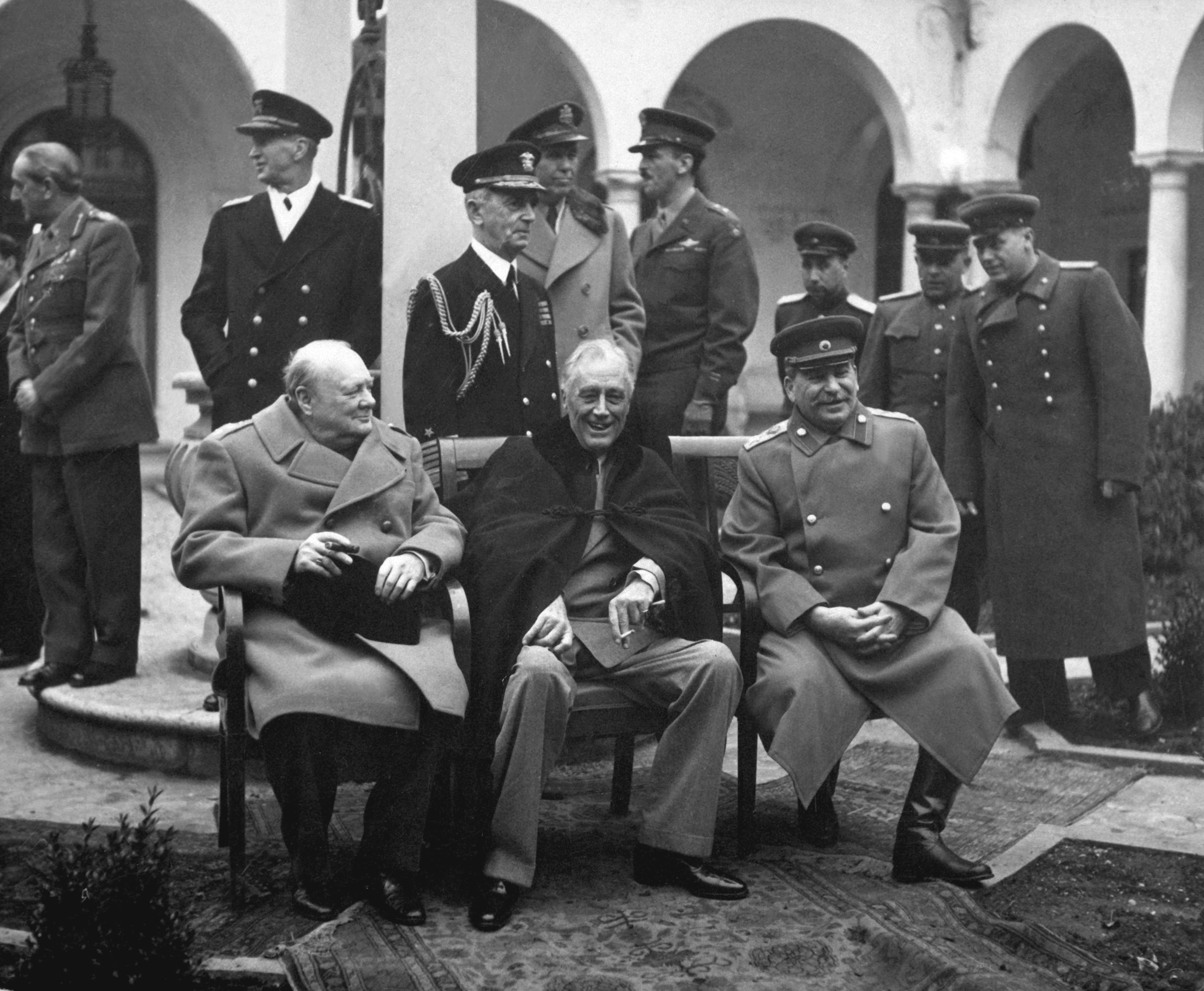
얄타 회담, 소련, 얄타, 1945년
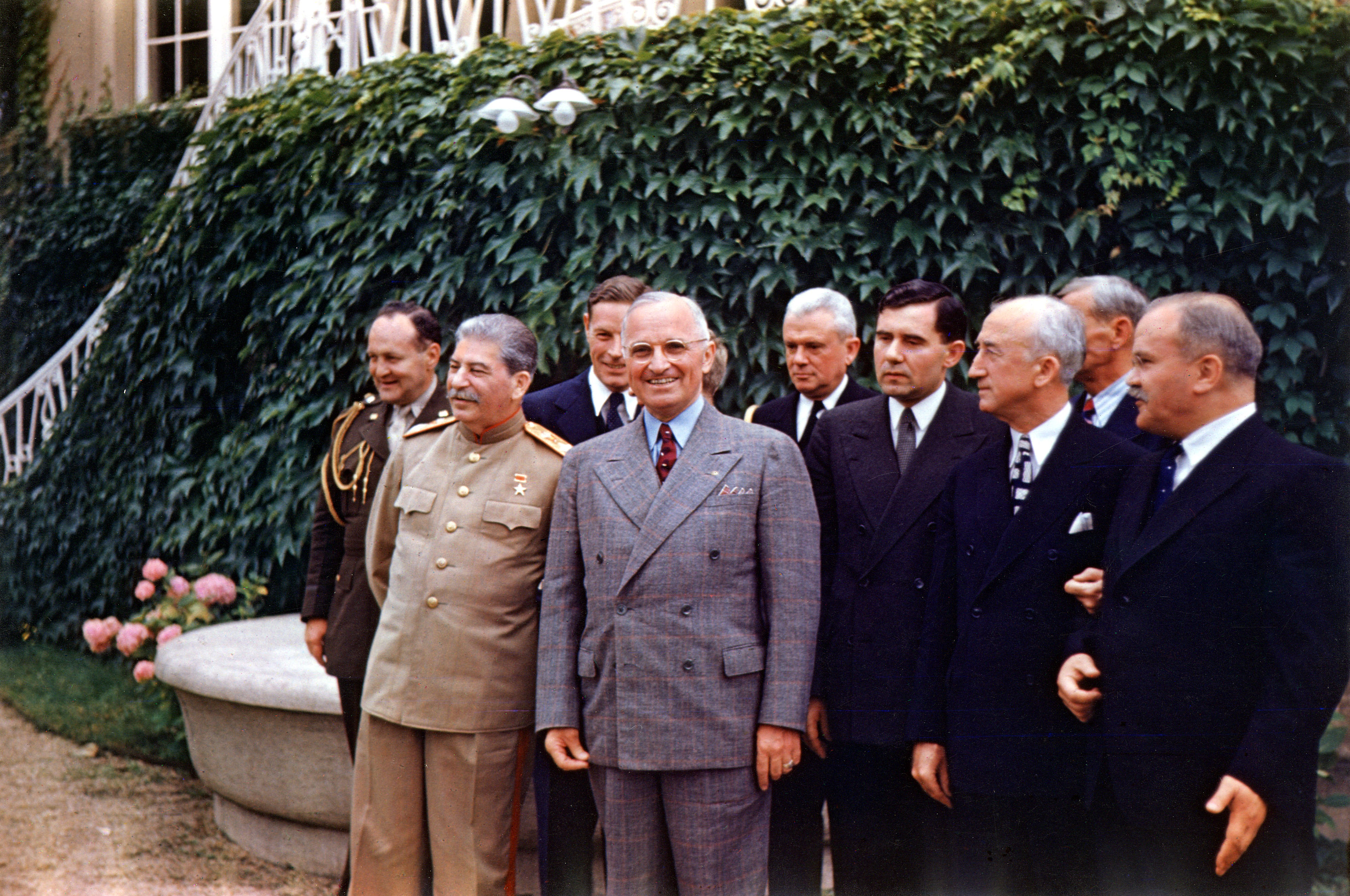
포츠담 회담, 독일, 포츠담, 1945년

## 같이 보기
- 연합국 (제2차 세계 대전)
- 제2차 세계 대전의 외교사
- 대연합
- 4명의 경찰관
- 대동아회의
- 추축국의 제2차 세계 대전 회담 목록

## 더 읽어보기
- What major conferences were held during World War II?, website of the Franklin D. Roosevelt Presidential Library
- United States Army Center of Military History
  - Planning for Coalition Warfare, 1941 -1942[깨진 링크]
  - Strategic Planning for Coalition Warfare, 1943 -1944 보관됨 2015-05-28 - 웨이백 머신
  - Washington Command Post: The Operations Division 보관됨 2021-04-17 - 웨이백 머신
  - Appendix C: Principals at the international conferences January 1943—September 1944 보관됨 2015-06-21 - 웨이백 머신